# Овасе
Овасе́ (яп. 尾鷲市, おわせし, МФА: [owase ɕi̥]?) — місто в Японії, в префектурі Міє. Розташоване в південній частині префектури, на берегах моря Кумано, складовій Тихого океану.   Виникло на основі рибальських поселень раннього нового часу. Отримало статус міста 1954 року. Площа становить 193,16 км². Станом на 1 серпня 2011 року населення складало 19 688  осіб, густота населення — 102 осіб/км².  Основою економіки є рибальство, лісова промисловість, машинобудування, комерція, туризм.  В місті розташовані теплова електростанція та численні рекреаційні парки. Одне з найбільш дощових місць в Японії.

## Клімат
Місто знаходиться у зоні, котра характеризується вологим субтропічним кліматом. Найтепліший місяць — серпень із середньою температурою 26.1 °C (79 °F). Найхолодніший місяць — січень, із середньою температурою 6.1 °С (43 °F).
| Клімат Овасе            | Клімат Овасе | Клімат Овасе | Клімат Овасе | Клімат Овасе | Клімат Овасе | Клімат Овасе | Клімат Овасе | Клімат Овасе | Клімат Овасе | Клімат Овасе | Клімат Овасе | Клімат Овасе | Клімат Овасе |
| Показник                | Січ.         | Лют.         | Бер.         | Квіт.        | Трав.        | Черв.        | Лип.         | Серп.        | Вер.         | Жовт.        | Лист.        | Груд.        | Рік          |
| Абсолютний максимум, °C | 20           | 22           | 25           | 28           | 31           | 36           | 37           | 36           | 36           | 30           | 26           | 22           | 37           |
| Середній максимум, °C   | 10           | 10           | 13           | 18           | 21           | 24           | 27           | 28           | 26           | 22           | 17           | 13           | 20           |
| Середня температура, °C | 6            | 6            | 9            | 14           | 18           | 21           | 25           | 26           | 23           | 18           | 13           | 8            | 16           |
| Середній мінімум, °C    | 1            | 2            | 5            | 10           | 14           | 18           | 22           | 23           | 20           | 14           | 8            | 3            | 12           |
| Абсолютний мінімум, °C  | −3           | −6           | −2           | 0            | 5            | 12           | 15           | 17           | 10           | 5            | 0            | −7           | −7           |
| Днів з опадами          | 17           | 17           | 19           | 19           | 18           | 20           | 20           | 19           | 21           | 18           | 15           | 15           | 218          |
| Днів з дощем            | 13           | 13           | 19           | 19           | 18           | 20           | 20           | 19           | 21           | 18           | 15           | 14           | 209          |
| Днів зі снігом          | 5            | 5            | 1            | 0            | 0            | 0            | 0            | 0            | 0            | 0            | 0            | 2            | 13           |
| ----------------------- | ------------ | ------------ | ------------ | ------------ | ------------ | ------------ | ------------ | ------------ | ------------ | ------------ | ------------ | ------------ | ------------ |
| Джерело: Weatherbase    |              |              |              |              |              |              |              |              |              |              |              |              |              |

## Міста-побратими
- Прінс-Руперт, Канада (1968)
- Jinzhou District, КНР (2007)